# Selección femenina de hockey sobre hielo sub-18 del Reino Unido
La selección femenina de hockey sobre hielo sub-18 del Reino Unido es el equipo nacional femenino de hockey sobre hielo sub-18 del Reino Unido. El equipo está controlado por Ice Hockey UK, miembro de la Federación Internacional de Hockey sobre Hielo y actualmente juega en la División I del Campeonato Mundial Femenino Sub-18 de Hockey sobre Hielo.

## Historia
El equipo nacional femenino de hockey sobre hielo sub-18 de Gran Bretaña jugó su primer partido en 2011 contra Francia durante la Clasificación de la División I del Campeonato Mundial Femenino Sub-18 de la IIHF 2012 que se llevó a cabo en Asiago, Italia. Gran Bretaña ganó el juego 3-1 y terminó segundo en el torneo ganando uno de los dos lugares de clasificación en el torneo de la División I del Campeonato Mundial Femenino Sub-18 de la IIHF 2012 junto con Hungría, que terminó primero en el torneo de clasificación. Durante el torneo de clasificación, Gran Bretaña registró su mayor victoria en participación internacional cuando derrotó a Kazajistán.8–0. También registraron su mayor pérdida cuando fueron derrotados por Hungría 1-8. Durante diciembre de 2011 a enero de 2012, Gran Bretaña compitió en el torneo de la División I de 2012 que se celebró en Tromsø, Noruega. Perdieron cuatro de sus cinco juegos durante el torneo ganando solo contra Eslovaquia 4-1.

## Participaciones

### Campeonato Mundial Femenino Sub-18 de Hockey sobre Hielo
| Año  | PJ | G  | P  | GF | GC | Pts. | Pos.                                          |
| ---- | -- | -- | -- | -- | -- | ---- | --------------------------------------------- |
| 2012 | 10 | 4^ | 6* | 29 | 30 | 12   | 13° (Relegado a la División I - Calificación) |
| 2013 | 5  | 3  | 2  | 21 | 9  | 9    | 15° (ascendido a la División I)               |
| 2014 | 5  | 0  | 5  | 4  | 31 | 0    | 14° (Relegado a la División I - Calificación) |
| 2015 | 5  | 0  | 5  | 3  | 18 | 0    | 20°                                           |
| 2016 | 4  | 2  | 2  | 7  | 8  | 6    | 18°                                           |
| 2017 | 5  | 2  | 3  | 8  | 13 | 5    | 18°                                           |
| 2018 | 5  | 1  | 4  | 7  | 15 | 3    | 19°                                           |
| 2019 | 5  | 3^ | 2* | 7  | 7  | 9    | 17°                                           |

^ Incluye una victoria en tiempo extra (en el round robin)* Incluye una pérdida en tiempo extra (en el round robin)

## Jugadoras

### Equipo actual
| #  | Nombre                  | Pos. | Fecha de nacimiento     | Club                  |
| -- | ----------------------- | ---- | ----------------------- | --------------------- |
| 12 | Louise Adams            | F    | 24 de noviembre de 1995 | Guildford Lightning   |
| 6  | Saffron Allen (A)       | F    | 28 de marzo de 1995     | Sheffield Shadows     |
| 4  | Lorna Beresford         | F    | 4 de agosto de 1996     | Sutton Sting          |
| 14 | Judith Browne           | F    | 7 de julio de 1995      | Kingston Diamonds     |
| 15 | Amy Campbell            | F    | 3 de mayo de 1994       | Whitley Bay Squaws    |
| 7  | Jessica Curtis          | D    | 19 de enero de 1996     | Bracknell Ice Bees    |
| 3  | Helen Emerson           | D    | 18 de diciembre de 1995 | Billingham Stars      |
| 2  | Samantha Emerson        | D    | 23 de febrero de 1995   | Billingham Stars      |
| 25 | Beatrice Fletcher       | G    | 10 de enero de 1994     | Blackburn Thunder     |
| 17 | Katherine Gale (C)      | F    | 6 de junio de 1994      | Bracknell Queen Bees  |
| 24 | Paige Henry             | F    | 10 de julio de 1994     | Solihull Vixens       |
| 19 | Lily Highgate           | F    | 7 de junio de 1994      | Bracknell Queen Bees  |
| 9  | Shannon Jones           | F    | 21 de abril de 1997     | Kingston Diamonds     |
| 22 | Kirsty Lake             | D    | 25 de abril de 1994     | Bracknell Fire Bees   |
| 16 | Louisa Lippiatt Durnell | F    | 9 de marzo de 1995      | Guildford Lightning   |
| 10 | Monica Petrosino        | F    | 27 de febrero de 1994   | Bracknell Queen Bees  |
| 1  | Rachel Pullen           | G    | 1 de abril de 1994      | Swindon Topcats       |
| 18 | Emma Sanders            | D    | 13 de abril de 1995     | Nottingham Vipers     |
| 23 | Bethany Scoon (A)       | D    | 5 de abril de 1995      | Kingston Diamonds     |
| 5  | Ruth Wallace            | F    | 19 de julio de 1994     | North Ayrshire Devils |